# Dionisio Salmón Pacheco y Abarca
Dionisio Salmón Pacheco y Abarca (Cartago, 1696 - Cartago, 2 de junio de 1767) fue un funcionario indiano, que estuvo encargado interinamente del gobierno de la provincia de Costa Rica en 1736.

## Biografía
Fue hijo del capitán Antonio Salmón Pacheco y Luisa de Abarca. Casó en Cartago en abril de 1704 con su sobrina Francisca Serrano de Reyna y Salmón-Pacheco (m. 16 de abril de 1754),  viuda de Diego Guerrero, hija de Francisco Bruno Serrano de Reyna y María Leocadia Salmón Pacheco y Abarca y nieta del gobernador Francisco Serrano de Reyna y Céspedes. Hijos de este matrimonio fueron: 1) José Nicolás, sacerdote; 2) Cayetano, casado con Ana Teresa del Fierro y Ortiz de Rozas; 3) Juan José, casado con María Francisca Sarmiento de Sotomayor y Ortiz de Rozas; 4) María de la Luz, casada en primeras nupcias con Pedro Joaquín de Montoya y Figuerero y en segundas con Fermín Mondragón; 5) un niño, muerto en la infancia; 6) Juana María Estéfana, casada con Domingo de Alvarado y González del camino; 7) Antonia de la Trinidad, casada con Salvador Céspedes; 8) Francisco de la Asunción, soltero; 9) Juan Dionisio, soltero; 10) María Eufemia, casada con José Nicolás de Echavarría y Sarmiento de Sotomayor, y Félix, casado con Antonia Sarmiento de Sotomayor y Ortiz de Rozas.
En las milicias de Costa Rica llegó a alcanzar el grado de sargento mayor y fue teniente juez de los campos de Cartago en 1730. 
En enero de 1736 fue elegido como alcalde primero de Cartago para ese año. En esa calidad, y debido a la muerte del gobernador Antonio Vázquez de la Cuadra y Sequera el 24 de julio de 1736, le correspondía hacerse cargo del gobierno de Costa Rica, pero estaba ausente de Cartago en esos momentos y lo reemplazó don Juan Francisco de Ibarra y Calvo. El 21 de agosto, ya de vuelta en la ciudad, asumió el mando político de la provincia, que ejerció hasta el 24 de diciembre de 1736, fecha en que lo entregó a don Francisco Antonio Carrandi y Menán, nombrado como gobernador interino por la Real Audiencia de Guatemala.
Fue teniente general de Cartago en 1743.